# Большая Пороховская улица
Больша́я Пороховска́я улица — улица в исторических районах Большая Охта и Исаковка Красногвардейского административного района Санкт-Петербурга. Широтная радиусная магистраль. Проходит от Большеохтинского проспекта до Бокситогорской улицы. На восток переходит в Ириновский проспект. Параллельна шоссе Революции. Пересекает железнодорожную ветку Ладожский вокзал — Ручьи под железнодорожным путепроводом. Участок от Большеохтинского до Среднеохтинского проспектов представляет собой пешеходную зону.

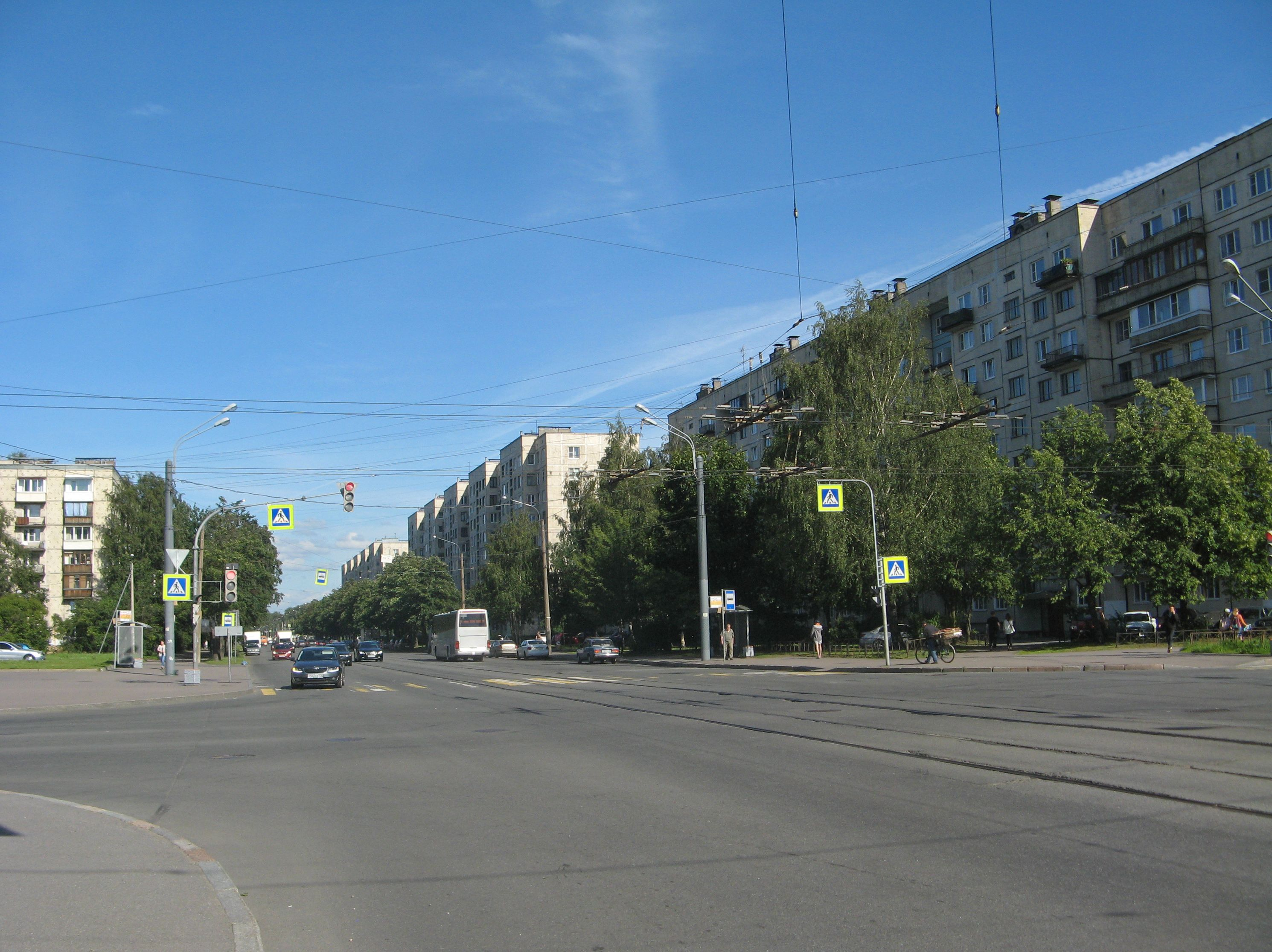
Большая Пороховская улица у пересечения с проспектом Металлистов

## История
Название улицы обусловлено её направлением к историческому району Пороховые.
Пороховская улица была проложена в 1721 году при строительство Перведенской слободы на Большой Охте. Официально улица существует с 1828 года. В 1857 году была продлена восточнее примерно на 100 м. В 1912 году к Пороховской улице была присоединена Старо-Пороховская дорога, после чего в 1939-м было утверждено название Большая Пороховская.
В 1963 году был исключён участок улицы от Невы до Большеохтинского проспекта. В современных границах Большая Пороховская улица была обозначена 16 октября 1978 года, когда к ней присоединили участок Ириновского проспекта от проспекта Энергетиков до Бокситогорской улицы.

## Пересечения
С запада на восток (по увеличению нумерации домов) Большую Пороховскую улицу пересекают следующие улицы:
- Большеохтинский проспект — пешеходная часть Большой Пороховской улицы примыкает к нему;
- Среднеохтинский проспект — пересечение с переходом пешеходной части Большой Пороховской улицы в проезжую;
- проспект Металлистов — пересечение;
- проспект Энергетиков — пересечение;
- Салтыковская дорога — примыкание;
- улица Петра Смородина — примыкание;
- железнодорожная ветка Ладожский вокзал — Ручьи — пересечение по путепроводу;
- Бокситогорская улица — примыкание в месте перехода Большой Пороховской улицы в Ириновский проспект.

## Транспорт
Ближайшие к Большой Пороховской улице станции метро — «Ладожская» (кратчайшее расстояние по прямой — около 2,3 км) и «Новочеркасская» (около 2,7 км по прямой от начала улицы) 4-й (Правобережной) линии.
На участке Большой Пороховской улицы от Среднеохтинского проспекта до Бокситогорской улицы действует трамвайное движение (маршрут № 10).
По Большой Пороховской улице проходят автобусные маршруты № 15, 28, 136, 222 и 290.
По проспекту Металлистов Большую Пороховскую улицу пересекает троллейбусная линия, по которой проходит маршруты № 1 и 16.

## Примечательные здания
Район Большой Охты серьёзно пострадал в годы Второй мировой войны, вся деревянная застройка была разобрана на дрова. С 1947 до 1950-х годов его застроили домами в стиле советского неоклассицизма по проектам архитектурных мастерских А. К. Барутчева и Я. О. Рубанчика.
- Дом 9-11 — здание было построено в 1907 году по проекту архитектора Николая Еремеева. Около 1962 года у дома надстроили два этажа[5].
- Дом 10 — дореволюционное здание 1890-х годов постройки, выходило на не сохранившуюся до настоящего времени Малую Пороховскую улицу. Часть дома снесли в 1971 году при прокладке новой трассы улицы[5].
- Дом 15, корпус 1 — построено до революции, переоформлено в 1950-х годах. Выходило на Миронову улицу[5].
- Дом 15, корпус 2 — дореволюционное здание[5].
- Дом 16 (Среднеохтинский пр., 27) — доходный дом П. И. Иванова. Здание было построено в 1906—1907 годах по проекту техника Михаила Максимовича Софронова. Заказчик Павел Иванович Иванов являлся купцом и потомственным почётным гражданином Санкт-Петербурга[3].
- Дом № 18 — особняк купца Павла Иванова, которому также принадлежал доходный дом 16/27. Вплоть до настоящего времени в здании сохранились пять выразительно декорированных оригинальных каминов[6], в честь одного их них здание получило своё обиходное название — «дом с павлином»[7].
- Дом 30 — дореволюционное здание начала 1910-х годов, лицевой фасад ранее выходил на Полевую улицу[5].